# Acordo de percentuais

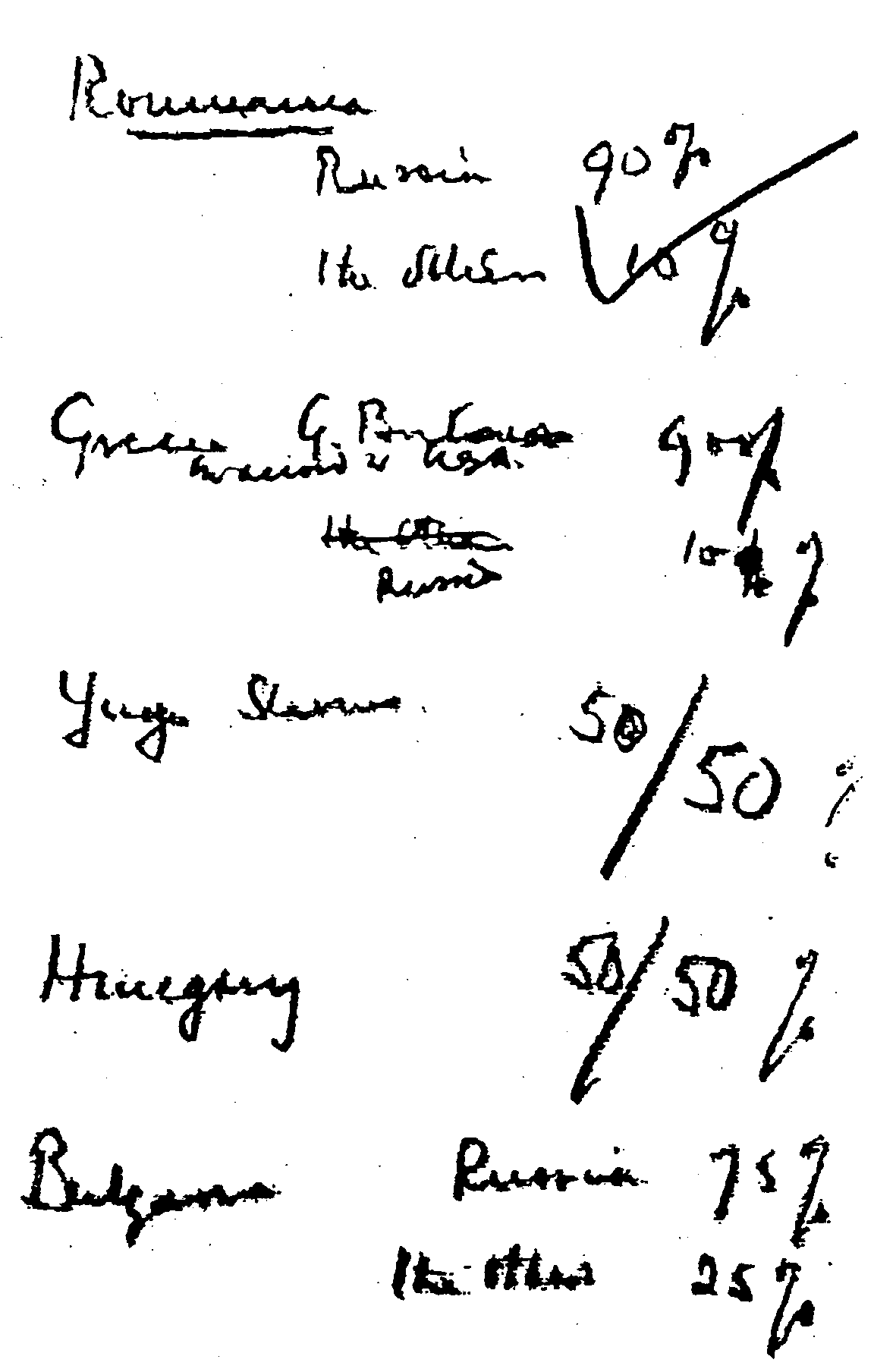
Cópia de Churchill de seu acordo secreto com Stalin

O Acordo de Percentuais foi um acordo informal secreto entre o primeiro ministro britânico Winston Churchill e o líder soviético Josef Stalin durante a quarta Conferência de Moscou, em outubro de 1944. Dele resultou a divisão percentual do controle sobre os países do Leste Europeu, dividindo-os em esferas de influência. Franklin Roosevelt foi consultado provisoriamente e concedeu ao acordo. O conteúdo do acordo foi divulgado pela primeira vez por Churchill em 1953 no volume final de suas memórias. O embaixador americano Averell Harriman, que deveria representar Roosevelt nessas reuniões, foi excluído desta discussão.
Este foi um dos vários acordos entre as grandes potências que levaram gradualmente ao distanciamento entre elas no período pós-guerra.
O avanço dos exércitos soviéticos na Europa Oriental, em 1944, convenceu Churchill da necessidade de chegar a um acordo com Stalin sobre o futuro da região, buscando assegurar o poder britânico no Mediterrâneo. Em meados de julho e diante das reticências americanas, os soviéticos indicaram aos britânicos que desejavam continuar estudando o assunto, o que significava na prática anular o acordo preliminar de maio. Isso garantiu que o controle dos assuntos romenos ficasse principalmente sob influência da URSS, enquanto os assuntos gregos permaneciam em mãos britânicas.
Em outubro, os soviéticos já haviam ocupado a Romênia e a Bulgária e chegado à Iugoslávia, à Hungria e à Grécia. Entre 9 e 11 de outubro, em uma série de reuniões, Stalin e Churchill (e depois seus chanceleres), esboçaram uma distribuição vaga de influências na região. Embora as percentagens exatas não tenham tido um papel importante, na verdade, o próprio acordo serviu para dissipar a tensão palpável entre os britânicos e soviéticos. Os britânicos foram os primeiros a converter o acordo em um pacto de controle político na região, atacando os guerrilheiros comunistas na Grécia, do ELAS, em outubro de 1944, os soviéticos, de acordo com seu entendimento do acordo, não socorreram aos guerrilheiros gregos ou apoiaram-nos por meio de propaganda. Em janeiro de 1945, os soviéticos permitiram aos comunistas romenos romper a coalizão de governo e tomar o poder em 2 de março. Churchill aceitou a ação soviética como consequência do pacto.

## Antecedentes
Em maio, Churchill avaliava a possibilidade de resistir à conversão comunista da região, com o apoio dos Estados Unidos. Em 5 de maio, o ministro britânico das Relações Exteriores, Anthony Eden, propôs ao embaixador soviético considerar os assuntos romenos como primordialmente preocupantes para a URSS, enquanto os gregos permaneciam nas mãos dos britânicos. A Iugoslávia não foi mencionada nesta primeira proposta de acordo. No dia 18 do mesmo mês, o embaixador soviético comunicou a aquiescência do seu governo à divisão,contando com a aprovação dos Estados Unidos.
No dia 31, depois que os americanos rejeitaram a proposta, Churchill tentou obter o apoio direto do presidente Franklin D. Roosevelt, negando que se tratasse de definir áreas de influência e limitando o acordo à duração da guerra. Em 8 de junho, Churchill propôs designar a Bulgária aos soviéticos e integrar a Iugoslávia à zona britânica. Os americanos continuaram a se opôr à proposta. Roosevelt finalmente cedeu em 12 de junho, mas com a condição de que o acordo não implicasse a criação de zonas de influência das potências após a guerra. O consentimento do presidente não havia sido acordado com o Departamento de Estado, nem com o Secretário de Estado, Cordell Hull. O acordo provisório deveria ser revisto após três meses pelas três potências.
Os britânicos apressaram-se a comunicar a aceitação americana do período experimental de três meses. No entanto, os soviéticos, sabendo das reticências dos Estados Unidos, os consultaram diretamente sobre o acordo em 1 de julho. Em 15 de julho, Stalin expressou a Churchill seu desejo de conhecer a posição americana antes de aceitar a proposta britânica para o período sugerido. No mesmo dia, os norte-americanos anunciaram que concordavam com os soviéticos, embora indicando os temores de uma possível divisão da área em áreas de influência de cada potência. Naquele momento, era impossível chegar a acordo sobre as áreas de responsabilidade de cada potência aliada na região, mas o pacto foi alcançado mais tarde, em outubro, durante a visita de Churchill a Moscou. O acordo final foi desfavorável aos aliados ocidentais, mas a proposta original não foi rejeitada por Stalin para melhorar sua posição de negociação, mas para tentar evitar a oposição americana. Em meados de julho e, diante das declarações estadunidenses, os soviéticos indicavam aos britânicos que desejavam continuar estudando a questão, o que supunha na prática anular o acordo de maio.
Durante esse período, os soviéticos ocuparam a Romênia e impuseram um armistício com o consentimento de seus aliados. No início de setembro, chegaram à fronteira búlgara, e entraram em Sófia em 15 de setembro, dias antes de um governo da Frente da Pátria ter sido formado, controlado pelos comunistas búlgaros. A entrada soviética na Bulgária, que mantinha tropas de ocupação na Trácia, preocupou os britânicos por suas possíveis repercussões na Grécia. Depois de anular um acordo que teria concedido o controle da Bulgária a Moscou em troca de se reservar a da Grécia, os britânicos alertaram os soviéticos, em 21 de setembro, de sua intenção de enviar tropas para a Grécia, com o objetivo tácito de impedir a entrada de unidades soviéticas na Grécia. Em outubro, as unidades soviéticas também chegaram à Iugoslávia e à Hungria.

## O acordo
| Países     | % soviética | % britânica |
| ---------- | ----------- | ----------- |
| Bulgária   | 75% → 80%   | 25% → 20%   |
| Grécia     | 10%         | 90%         |
| Hungria    | 50% → 80%   | 50% → 20%   |
| Roménia    | 90%         | 10%         |
| Iugoslávia | 50%         | 50%         |

Após a segunda Conferência de Quebec entre Roosevelt e Churchill, o britânico partiu para Moscou em outubro, juntamente com o Ministro das Relações Exteriores, Eden, para esclarecer a situação na Europa Oriental com Stalin. O período de julgamento para a divisão de responsabilidades nos Bálcãs tinha passado sem ser posto em prática. Em 4 de Outubro, Roosevelt disse que qualquer acordo sobre a zona deveria ter a aprovação dos três poderes, apesar da campanha eleitoral presidencial o impediu ir para a reunião dos Aliados em Moscou. Essa exigência americana de participar das questões envolvendo o sudoeste da Europa - e de qualquer questão política ou militar em qualquer região do mundo, de acordo com o presidente - correspondia à autoridade concedida à URSS na Europa Ocidental. Para o presidente, a visita britânica a Moscou serviria simplesmente como prelúdio de uma conferência subsequente entre os três líderes, a ser realizada uma vez realizadas as eleições em seu país. Em sua resposta a Roosevelt, Stalin indicou sua surpresa pela visita britânica quando a carta do presidente dos EUA deixou claro que Churchill também não representava Washington.
Os britânicos chegaram à capital soviética em 9 de outubro, onde permaneceram até o dia 17. Durante a visita, eles discutiram a situação na Polônia, o possível ataque soviético ao Japão e, nos primeiros três dias, a situação no sudeste da Europa.
Foi Winston Churchill, não Stalin, quem propôs o acordo, pelo qual o Reino Unido e a URSS concordaram em dividir a Europa em esferas de influência, com um país tendo "predominância" em uma esfera e outro país "predominando" em outra esfera. De acordo com o relato de Churchill sobre o acontecimento, o britânico teria sugerido que a União Soviética tivesse 90% de influência na Romênia e 75% na Bulgária; o Reino Unido teria 90% na Grécia; e eles teriam 50% cada na Hungria e na Iugoslávia. Churchill escreveu em um pedaço de papel que ele empurrou para Stalin, que fez alterações e o passou de volta. O resultado dessas discussões foi que as porcentagens da influência soviética na Bulgária e, mais significativamente, na Hungria foram alteradas para 80%.
Churchill chamou-o de "documento impertinente".

Alguns historiadores, no entanto, acreditam que a importância do acordo é superestimada. Kolko escreve:
Há pouco significance para tal passagem memorável e dramática na autobiografia de Churchill, lembrando como ele e Stalin dividiram a Europa Oriental ... O "tique" de Stalin, traduzido em palavras reais, não indicava absolutamente nada. No dia seguinte, Churchill enviou a Stalin um rascunho da discussão, e o russo expôs cuidadosamente frases que sugeriam a criação de esferas de influência, fato que Churchill excluiu de suas memórias. [O Ministro britânico dos Negócios Estrangeiros,] Anthony Eden, evitou assiduamente o termo, e considerou o acordo apenas como um acordo prático sobre como os problemas seriam resolvidos em cada país, e no dia seguinte ele e Vyacheslav Molotov modificaram as percentagens em uma maneira que Eden assumiu foi geral e não precisa.
Henry Butterfield Ryan escreve que "Eden e Molotov pechincharam sobre essas quantidades como se estivessem barganhando sobre um tapete em um bazar, com Molotov tentando, com sucesso, diminuir os números da Grã-Bretanha.
A maioria dos historiadores considera o acordo profundamente significativo. Norman Naimark escreve que, juntamente com os acordos de Ialta e de Potsdam, "o notório acordo de percentagens entre Joseph Stalin e Winston Churchill ... confirmou que a Europa Oriental, inicialmente pelo menos, estaria na esfera da influência da União Soviética".

Em sua aclamada biografia de Churchill, Roy Jenkins escreve que o acordo "propôs esferas de influência da Realpolitik nos Bálcãs. O registro [do Foreign Office] relatou [Churchill] dizendo que 'os americanos ficariam chocados se vissem o quão cruamente ele colocou isto'". O historiador David Carlton também observa que "[com o contrato de outubro] um acordo claro e informal foi feito sobre o ponto que mais importava para Churchill: ele tinha o consentimento de Stalin para lidar com a Grécia como bem entendesse". Anthony Eden escreveu que meses antes da reunião, ele e Churchill haviam discutido a questão e 'nos sentíamos no direito de pedir apoio soviético à nossa política [em relação à Grécia] em troca do apoio que estávamos dando à política soviética em relação à Romênia'". Carlton conta que:
[Churchill disse a Franklin Roosevelt] em 31 de maio ... que o arranjo anglo-soviético proposto se aplicava apenas às condições de guerra e não era uma tentativa de esculpir os Bálcãs. Roosevelt não se impressionou e, em 11 de junho, concluiu que o resultado seria "a divisão da região dos Bálcãs em esferas de influência, apesar da intenção declarada de limitar o acordo a questões militares". Churchill então instou o Presidente a concordar com o acordo de um julgamento de três meses. E no dia 13 Roosevelt deu um passo fraco ... Isso acabou sendo uma decisão de grande importância.

## Consequências

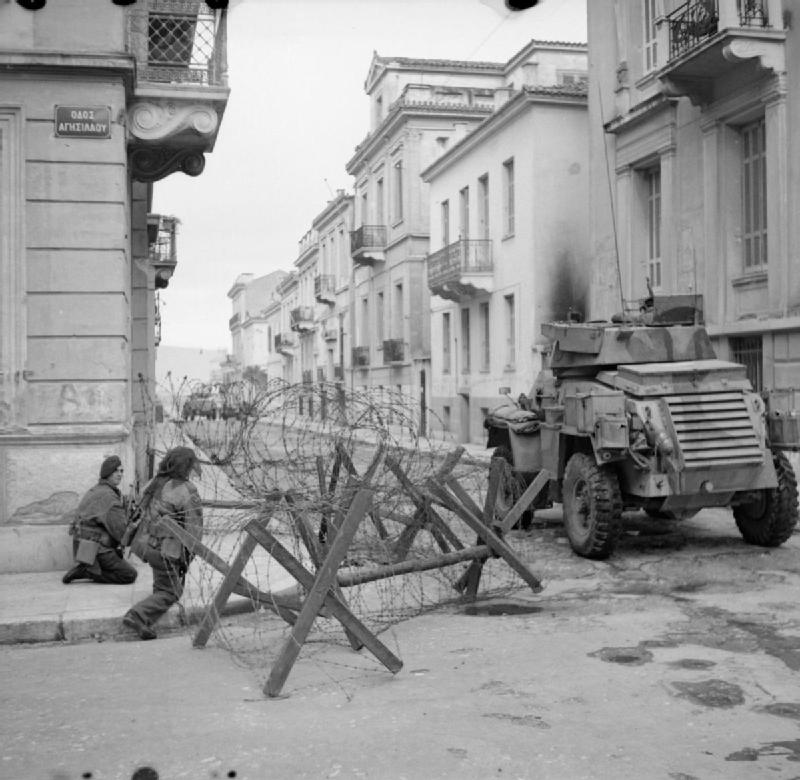
Soldados britânicos em Atenas lutando com as forças da ELAS em janeiro de 1945. Stalin não apoiava a resistência controlada pelos comunistas gregos.

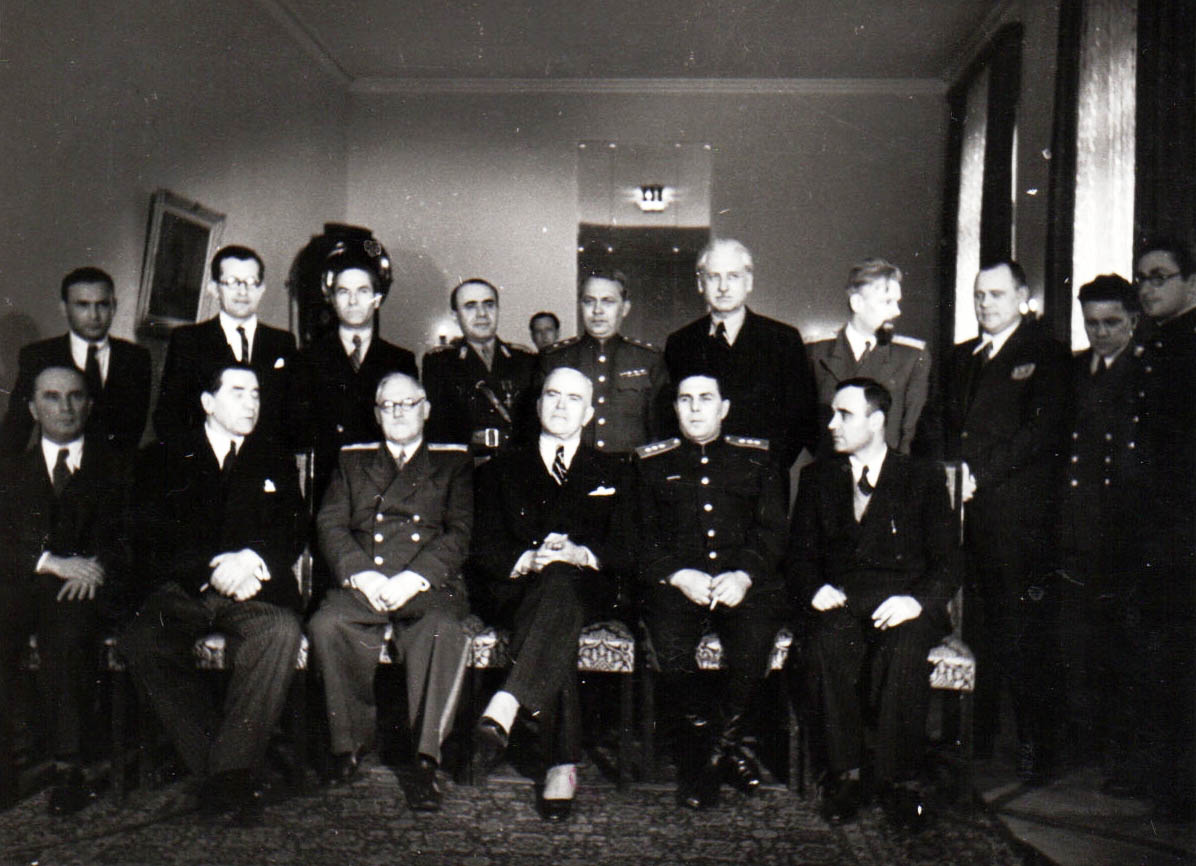
Andrei Vishinski, vice-ministro das Relações Exteriores soviético, entre os políticos romenos em Bucareste, em março de 1945. Stalin conseguiu impor um governo controlado pelos comunistas romenos sem oposição de Churchill

Na Conferência de Ialta (fevereiro de 1945), Roosevelt sugeriu que as questões levantadas no acordo de percentuais deveriam ser decididas pela recém-criada Organização das Nações Unidas. Stalin ficou consternado porque queria uma esfera de influência soviética na Europa Oriental.
De acordo com Melvyn Leffler, Churchill "procurou renegar" o acordo de percentagens quando a guerra mundial terminou e a Grécia foi garantida. Isto se comprovaria pois Churchill e Roosevelt mantiveram uma discrição tão severa em torno do acordo que seus sucessores no cargo não sabiam disso. Stalin, enquanto isso, inicialmente acreditava que o acordo secreto era mais importante do que o acordo público de Ialta, acrescentando à sua percepção de traição e uma crescente urgência em garantir governos amigos na fronteira da URSS.
Em uma entrevista de 1956 com CL Sulzberger, Churchill disse:
Stalin nunca quebrou sua palavra comigo. Nós concordamos com os Bálcãs. Eu disse que ele poderia ter a Romênia e a Bulgária, e ele disse que poderíamos ter a Grécia ... Quando entramos em 1944, Stalin não interferiu.
Todos os países se tornaram repúblicas populares sob o controle comunista, com exceção da Grécia, onde os comunistas perderam a Guerra Civil Grega.
O Marechal Tito, na Iugoslávia, ficou incomodado por não ter sido consultado sobre o acordo, mas satisfeito por não depender apenas de uma das grandes potências para os assuntos iugoslavos. Segundo o representante americano em Londres,  o objetivo dos britânicos era conseguir a cooperação soviética para unir as diferentes facções iugoslavas. Churchill prosseguiu com a manutenção de uma certa influência britânica na região, à qual Stalin a princípio simpatizava. Londres esperava que a manutenção de uma posição comum na Iugoslávia permitisse limitar o poder de Tito e que um conselho de regência fosse formado até o retorno do monarca iugoslavo do exílio.
Na carta de Churchill a Roosevelt sobre a Conferência de Moscou em 18 de outubro, o primeiro-ministro estava confiante de que, junto com as recentes ações militares - os britânicos desembarcaram na Grécia no dia 4 e chegaram a Atenas no dia 11 - o pacto permitiria "salvar a Grécia".
Os soviéticos entendiam o acordo como uma concessão de britânicos e americanos nos Bálcãs, semelhante ao modo como conduziam os assuntos italianos, sem uma participação significativa dos soviéticos. Os armistícios assinados com a Romênia - em 12 de setembro de 1944- , com a Bulgária - em 28 de outubro - e com a Hungria - em 20 de janeiro de 1945 -, refletia a expansão do poder soviético na região e tinha algumas comissões de controle aliadas presididas por representantes da URSS, embora termos foram acordados entre os britânicos e os soviéticos com certas contribuições dos americanos.
Os ingleses foram os primeiros a converter o acordo, teoricamente militar e circunscrito à guerra mundial, em um pacto de controle político da região, com seu ataque contra os guerrilheiros do ELAS, acusados de serem trotskistas, que controlavam a Grécia, em outubro de 1944. Os soviéticos, de acordo com sua compreensão do acordo, não socorreram a guerrilha grega nem apelaram à propaganda, permitindo que muitos comunistas morressem durante o período do Terror Branco. Os relatórios do Foreign Office confirmaram a neutralidade soviética no confronto entre os britânicos e os comunistas gregos. Enquanto isso, britânicos e americanos também usaram seu controle sobre a Itália para fins políticos.
Na Bulgária e na Romênia, a influência britânica era baixa, não por causa do acordo de outubro, mas por causa da situação nesses países, antes do pacto. Em janeiro de 1945, os soviéticos permitiram que os comunistas romenos quebrassem a coalizão de governo e tomassem o poder em 2 de março, por meio de outra coalizão controlada pelo partido. Stalin compreendeu que os britânicos indicaram seu consentimento no acordo de outubro. Churchill efetivamente aceitou a ação soviética como consequência do pacto.
Stalin referiu-se à Conferência de Ialta no acordo com os britânicos para defender sua intervenção na Romênia, embora as conclusões da conferência, que os soviéticos aceitaram, fossem contrárias a isso. A conferência, no entanto, não abordou as contradições entre os acordos da conferência e o anterior acordo Churchill-Stalin. Os percentuais acordados em outubro do ano anterior não foram mencionados nesta conferência ou nos subsequentes realizados pelos três poderes.
O pacto foi um dos vários acordos entre as grandes potências, que gradualmente levaram ao confronto entre elas. A União Soviética precisava de governos favoráveis em países vizinhos, o que na prática descartava governos democraticamente eleitos, enquanto os aliados ocidentais desejavam ao mesmo tempo manter boas relações com a URSS, conseguir a criação de governos democráticos mas não hostis aos soviéticos, como no período entre guerras, e não se envolver em demasia na área, objetivos incompatíveis.
que os aliados ocidentais queriam, mantendo boas relações com a URSS, para conseguir a criação de governos democráticos, mas não hostil aos soviéticos como no período da guerra anterior e não se envolver em demais na área, objetivos incompatíveis.
Os americanos, contrários aos seus dois aliados no estabelecimento de zonas de influência, que poderiam recordar o Tratado de Versalhes, opuseram-se, no entanto, às exigências da segurança soviética, que consideravam geralmente justas. Esperavam que o controle da União Soviética dos países vizinhos permitisse uma certa autonomia para eles, em uma situação lembraria a "política de boa vizinhança" que os EUA mantiveram com a América Latina. Eles eram menos solícitos com as forças monárquicas e conservadoras do que os britânicos e se recusavam a garantir sua restauração pela força, ao contrário de Londres. Finalmente, as esferas de influência das diferentes potências baseadas na ocupação militar de diferentes países foram finalmente estabelecidas.